# Хюлст
Хюлст (нидерл. Hulst, зел. 'Ulst) — город в Нидерландах. Территориально относится к провинции Зеландия в исторической области Зеландская Фландрия. Административный центр общины Хюлст.
Население города — 10773 человека (2009), общины — 28021.

## История
Права города Хюлст получил в XII веке. В ходе Восьмидесятилетней войны в 1591 году город захватил Мориц Оранский, однако спустя пять лет Хюлст был снова осаждён и отбит под командованием Альбрехта Австрийского. С 1615 по 1621 город был обеспечен обширными укреплениями, которые можно увидеть и сейчас. В 1640 году в сражении при Хюлсте был убит Генрих Казимир I, граф Нассау-Диц, статхаудер Фрисландии, Гронигена и Дренте. В 1645 году город был осаждён Армией Штатов под командованием Фредерика Генриха Оранского и взят. С этого времени город стал частью Республики Соединённых провинций, однако судоходство по Шельде стало закрыто и Хюлст потерял своё значение как торговый город. С подписанием Вестфальского мира в 1648 году город стал частью Зеландской Фландрии, войдя в состав Генеральных земель, став административным центром Земли Хюлста.
Город был взят французами в 1747 году в ходе Войны за Австрийское наследство, но возвращён Республике по Ахенскому миру.

## Галерея

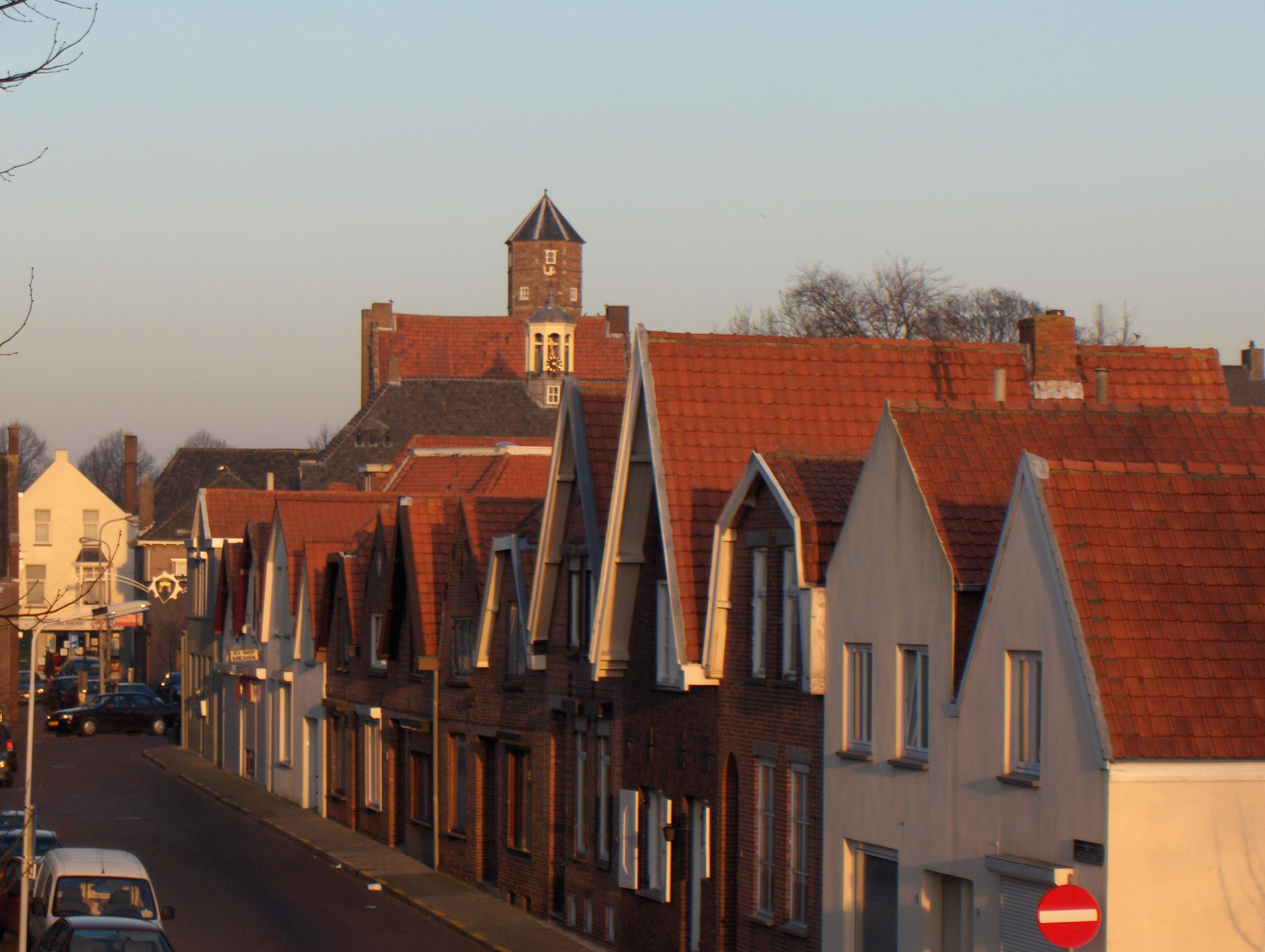
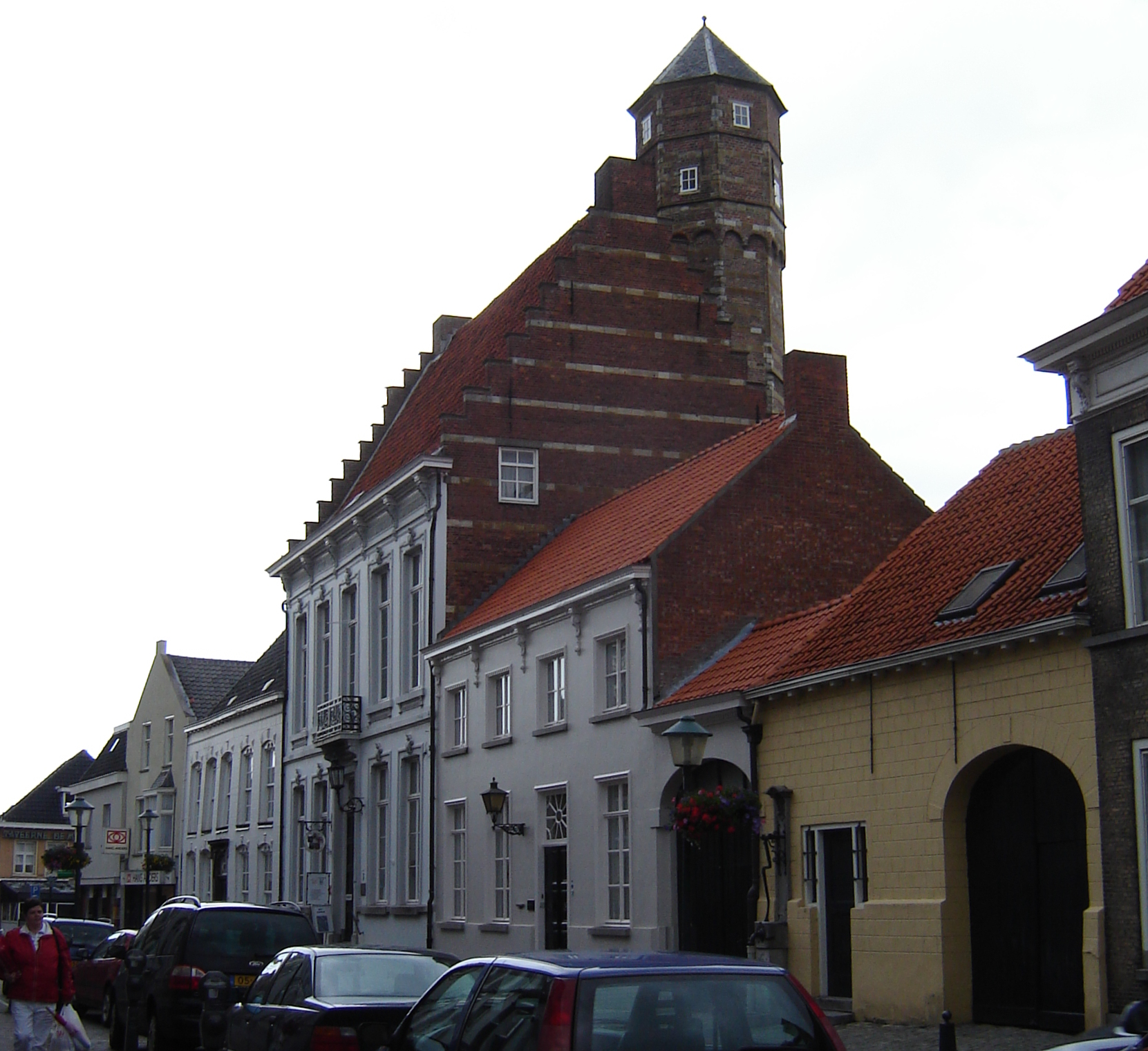
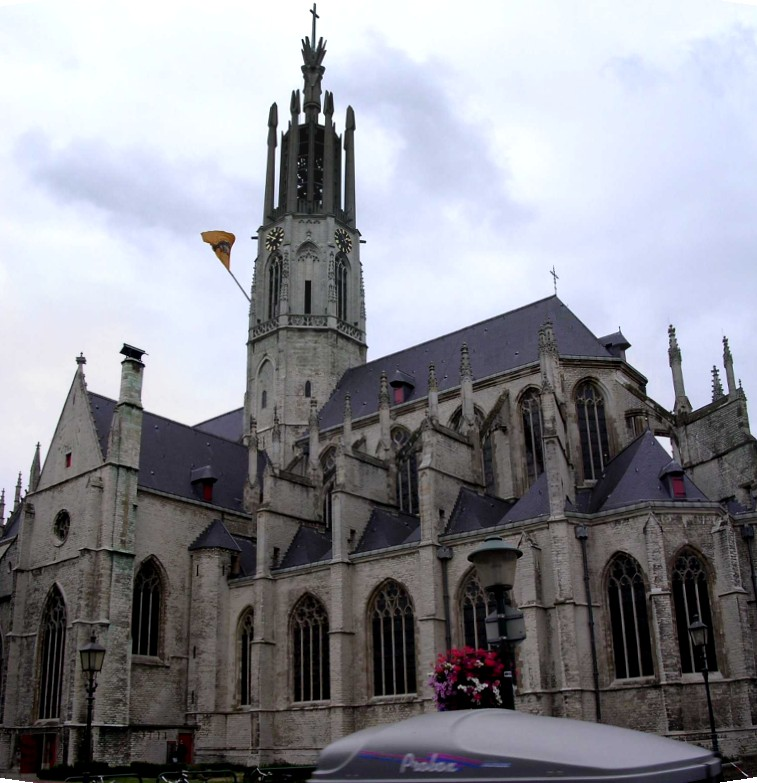
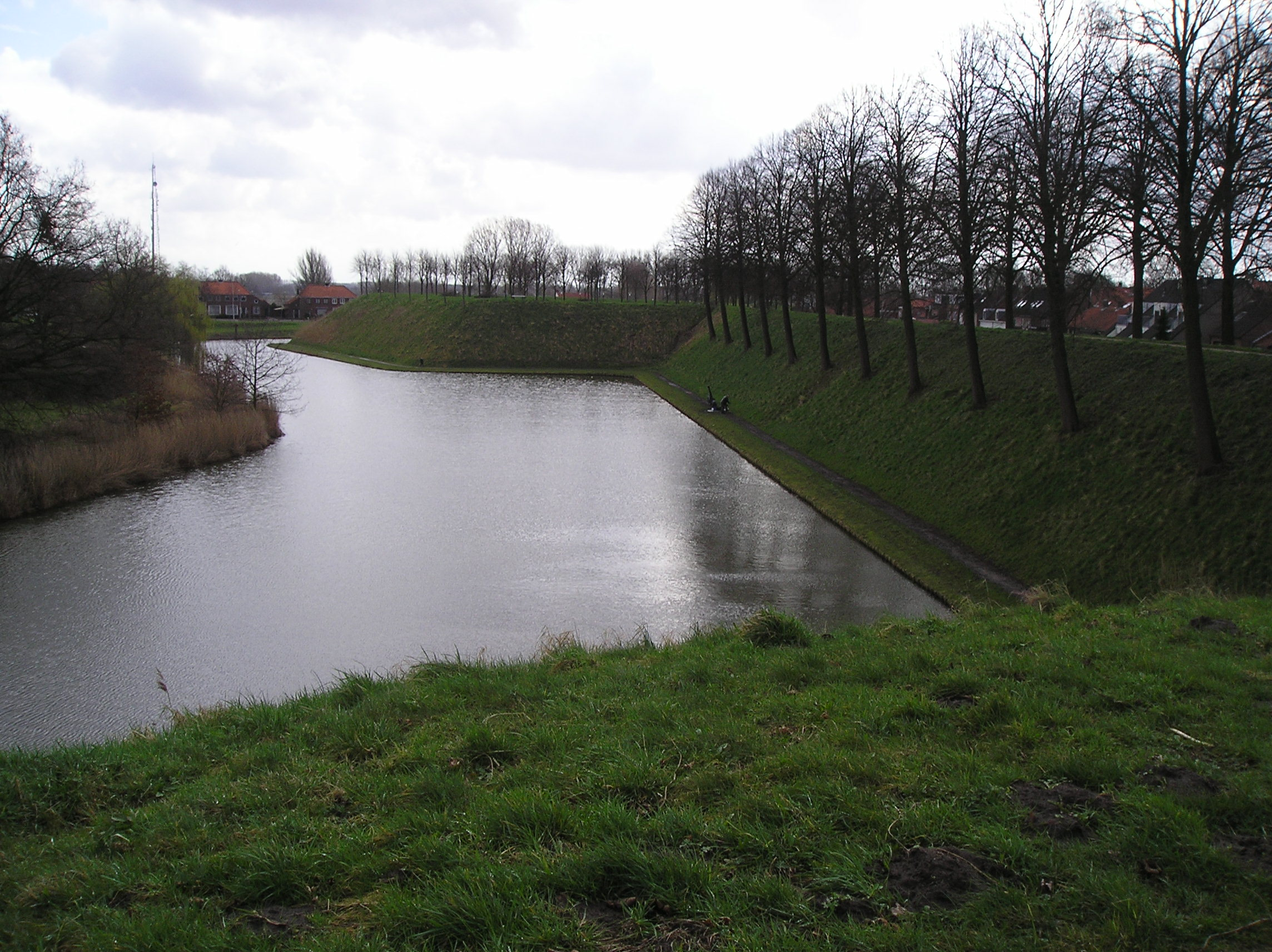